# Proserpina (Shelley)
Proserpina (Proserpine) è un dramma in versi scritto da Mary e Percy Bysshe Shelley nel 1820, durante la loro permanenza in Italia. Mary scrisse la gran parte dell'opera, avendo composto il testo in blank verse della pièce, mentre il marito contribuì con due poesie. Proserpina è stata pubblicata per la prima volta nel 1832. 
L'opera è basata sulle Metamorfosi di Ovidio e, in particolare, sull'episodio del ratto di Proserpina, a sua volta tratto dal mito greco di Demetra e Persefone. L'adattamento della Shelley è particolarmente attento ai personaggi femminili del racconto, tanto da risultare una rivisitazione proto-femminista della storia dal punto di vista di Cerere. In particolare, la Shelley presta particolare attenzione alla separazione della figlia dalla madre e dal sostegno che essa riceve da una comunità di sole donne: mentre Cerere rappresenta la vita e l'amore, il virile Plutone è allegoria della morte e della violenza. 
Per quanto l'opera sia stata generalmente ignorata da critici e accademici, Proserpina è stata oggetto di studi femministi mirati: in particolare, la critica letteraria Susan Gubar ha notato come gli Shelley abbiano usato il mito originale per "ridefinire, riaffermare e celebrate la coscienza femminile stessa". È ancora oggetto di dibattito se l'opera sia stata scritta per la sola lettura o per la rappresentazione sulle scene.

## Trama
Cerere affida alle ninfe Ino e a Eunoë la protezione di sua figlia Proserpina. La giovane dea chiede ad Ino di raccontarle una storia e la ninfa le racconta di Aretusa. Dopo il racconto, le tre donne cominciano a cogliere fiori e le due ninfe si allontano, lasciando Proserpina da sola. Al loro ritorno la giovane è sparita e le loro ricerche si rivelano vane. Al suo ritorno, Cerere viene colta dal panico quando scopre della scomparsa della figlia.
È passato del tempo e Ino racconta del dolore di Cerere, che vaga per la terra piangendo la scomparsa dell'amatissima Proserpina. Aretusa interviene per rivelare alla dea di aver visto Plutone rapire Proserpina e la dea invoca l'aiuto di Giove; le sue speranze sono però frustrate dall'arrivo di Iris, che le comunica che le sorti di Proserpina sono già state decise. Giove tuttavia le concede il permesso di riportare Proserpina sulla terra alla condizione che la giovane non abbia mangiato nulla mentre si trovava nell'Oltretomba. 
Quando la madre addolorata e le ninfe si recano negli Inferi Proserpina è lieta delle condizioni stabilite da Giove, dato che è sicura di non aver mangiato nulla durante la sua permanenza. Ascalafo però le ricorda di aver mangiato un pezzo di melograno e Cerere, Ino e Aretusa offrono loro stesse per riscattare la giovane, decidendo di rimanere negli Inferi al posto suo e portarvici i loro doni di fertilità e abbondanza. Iris però non permette che il sacrificio avvenga, ma lascia che Proserpina passi sei mesi all'anno sulla terra, insieme alla madre. Cerere allora promette di far fiorire la Terra solo quando sarà insieme a Proserpina.

## Origini

### Composizione e stampa
Stando al suo diario, Mary Shelley scrisse Proserpina nel 1820, terminando l'opera il 3 aprile. Percy Shelley contribuì all'opera con le due poesie "Arethusa" e "Song of Proserpine White Gathering Flowers on the Plain of Enna". Parte del manoscritto è sopravvissuta ed è conservata alla New York Public Library. Secondo Thomas Medwin, amico degli Shelley, Percy apprezzò il testo, che annotò mentre lo leggeva. Nella sua biografia di Mary Shelley, Miranda Seymour ha affermato che Mida e Proserpina avrebbero potuto essere scritte per due ragazze che la scrittrice aveva conosciuto in Italia, Laurette e Nerina Tighe, figlie di amici di famiglia. La signora Tighe era stata una studentessa di Mary Wollstonecraft, la madre della Shelley. L'affetto della Shelley per Laurette è anche confermato dal fatto che l'autrice avesse scritto la storia per bambini Maurice o La capanna del pescatore apposta per Laurette.
Nel 1824 la Shelley mandò il manoscritto all'editore Bryan Procter affinché lo pubblicasse sul The Browning Box, ma l'opera fu rifiutata. Il dramma venne pubblicato solo nel 1832 nel periodico The Winter's Wreath, ma per farlo la Shelley dovette tagliare un quinto dell'opera (circa 120 versi), rinunciando così alla poesia del marito "Arethusa", che aveva precedentemente fatto pubblicare nell'antologia Posthumous Poems. Per la prima pubblicazione, la Shelley riscrisse alcuni versi dell'opera, inserendo anche un sogno premonitore che preannunciava il ratto di Proserpina.

## Contesto storico

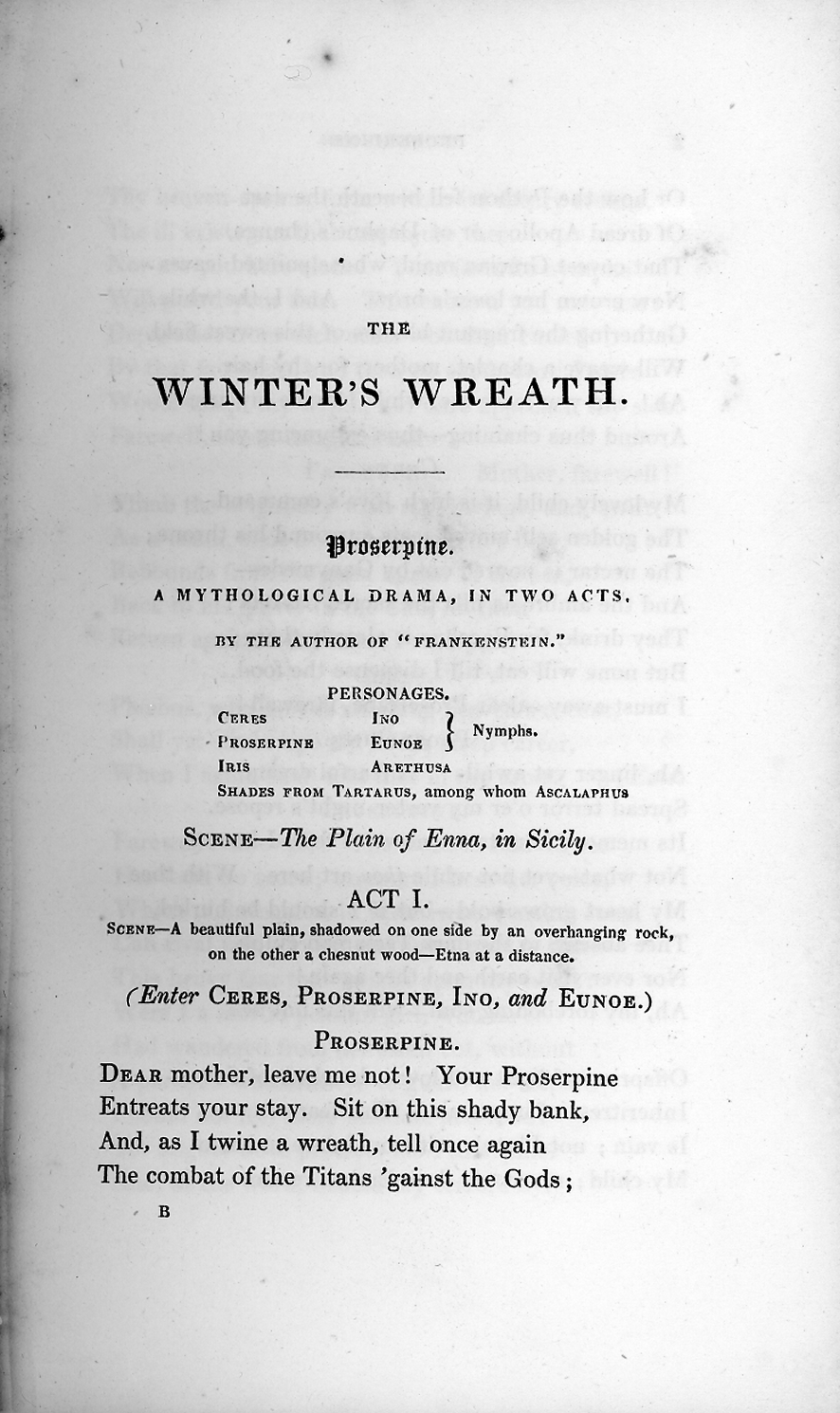
La prima edizione di Proserpina sul Winter's Wreath (1832)

Nel marzo 1818 i Shelley si trasferirono in Italia insieme ai figlioletti Clara e William, che morirono rispettivamente nel 1818 e nel 1819. Dopo la morte dei figli, Mary Shelley sprofondò in una profonda depressione, che la portò ad un temporaneamente dal marito. Si riprese soltanto l'anno dopo, con la nascita del figlio Percy Florence Shelley il 12 novembre 1819. Nello stesso periodo la Shelley si avvicinò al mondo del teatro grazie alla lettura dell'opera di Shakespeare, una passione che condivideva con il marito. Percy Shelley credeva nel talento della moglie come autrice drammatica e la incoraggiò a studiare il genere drammatico e a leggere opere teatrali di autori britannici, francesi, italiani e latini. Percy inoltre chiese consiglio alla moglie mentre scriveva la sua tragedia I Cenci, oltre a farle trascrivere il manoscritto del suo dramma lirico Prometeo liberato. Le consigliò anche di tradurre in inglese la tragedia di Vittorio Alfieri Mirra, il cui tema incestuoso le fu di ispirazione per il romanzo Matilda.
Questi furono di studio intenso per la Shelley, che cominciò a studiare il greco nel 1820. Il suo avvicinamento alla cultura classica era già cominciato nel 1815, quando iniziò a leggere le Metamorfosi di Ovidio, che la Shelley stava leggendo anche nel 1820. Altre letture del periodo includono Emilio o dell'educazione e Giulia o la nuova Eloisa di Jean-Jacques Rousseau, ma anche il libro per bambini The History of Sandford and Merton di Thomas Day. La critica letteraria Marjean Purinton ha fatto notare che nel periodo della composizione di Proserpina la Shelley era particolarmente interessata alla letteratura per bambini, a trattati sull'educazione e saggi proto-femministi, tra cui le opere della madre Mary Wollstonecraft Thoughts on the Education of Daughters e Original Stories from Real Life.